# Burg Jagdberg
Die Burg Jagdberg ist die Ruine einer mittelalterlichen Höhenburg bei Schlins in Vorarlberg. Erbaut wurde diese Anlage vermutlich im 12. Jahrhundert.

## Geschichte
Die Burg Jagdberg diente als Mittelpunktsburg der Grafen von Montfort-Feldkirch bzw. Feldkirch-Tosters für die Ende des 13. Jahrhunderts aus der Grafschaft Feldkirch verselbständigte Herrschaft im Vorderen Walgau.
1397 kam die Burganlage an die Habsburger und sie wurde am 28. September 1405 im Appenzellerkrieg durch die vorrückenden Truppen des Bund ob dem See zerstört.
Ab 1408 erfolgte der Wiederaufbau – aber in den Jahren 1440 und 1499 im Engadinerkrieg (auch Schwaben-, Schweizer- oder Tirolerkrieg) ist die Burg wiederholt niedergebrannt.
Ab 1559 erfolgte die Wiederherstellung.

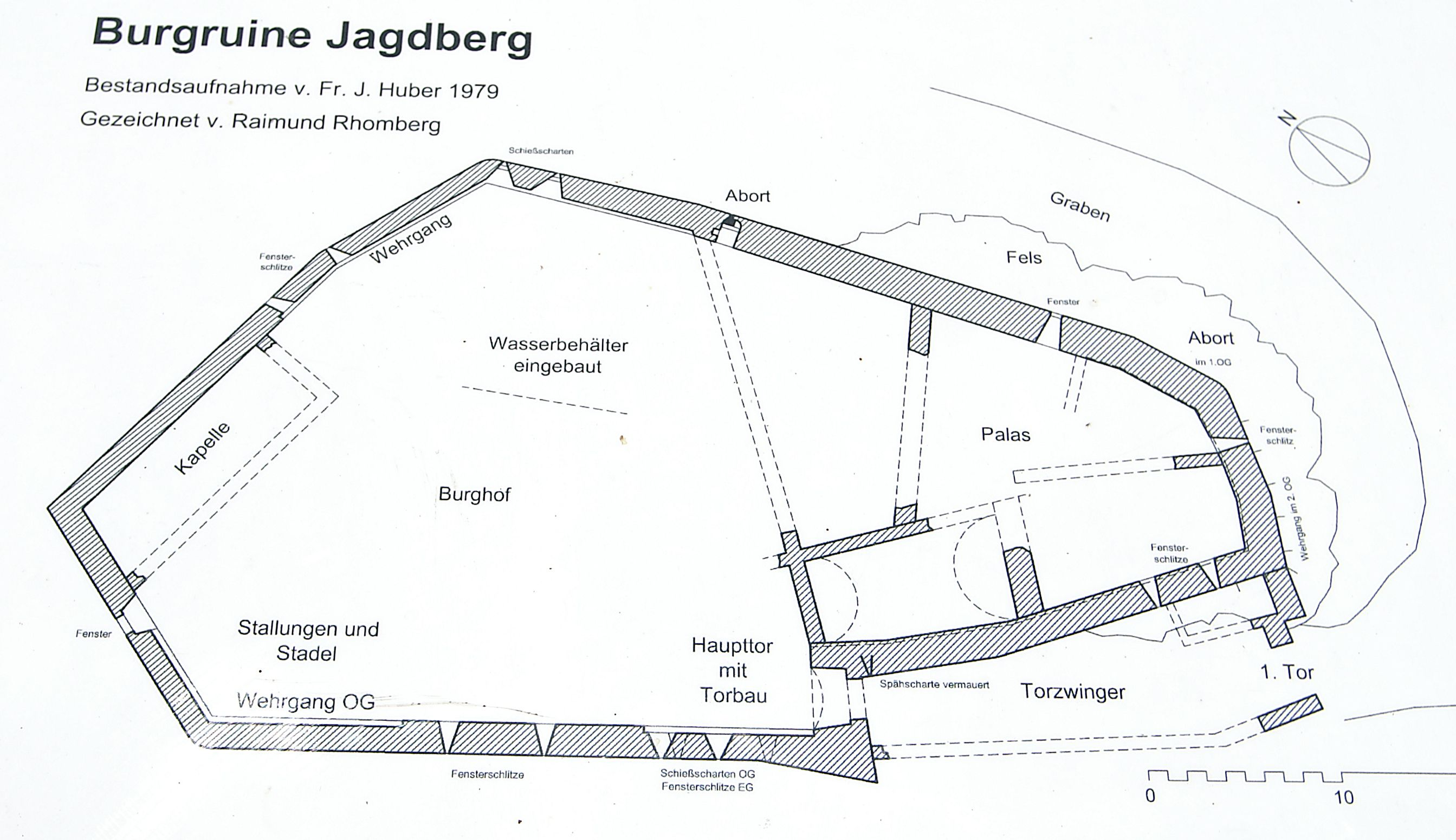
Grundriss der Burg Jagdberg
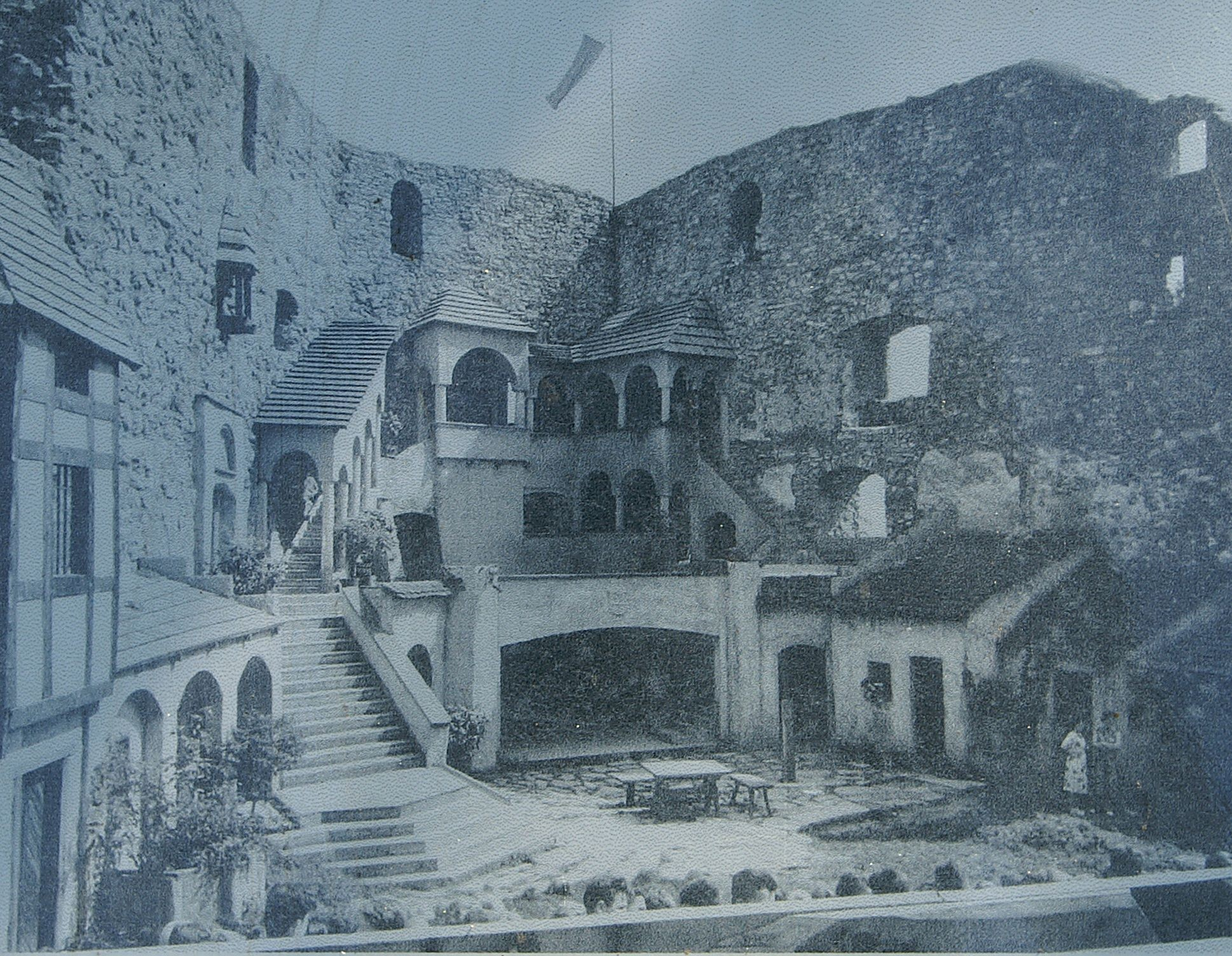
Palas der Burg
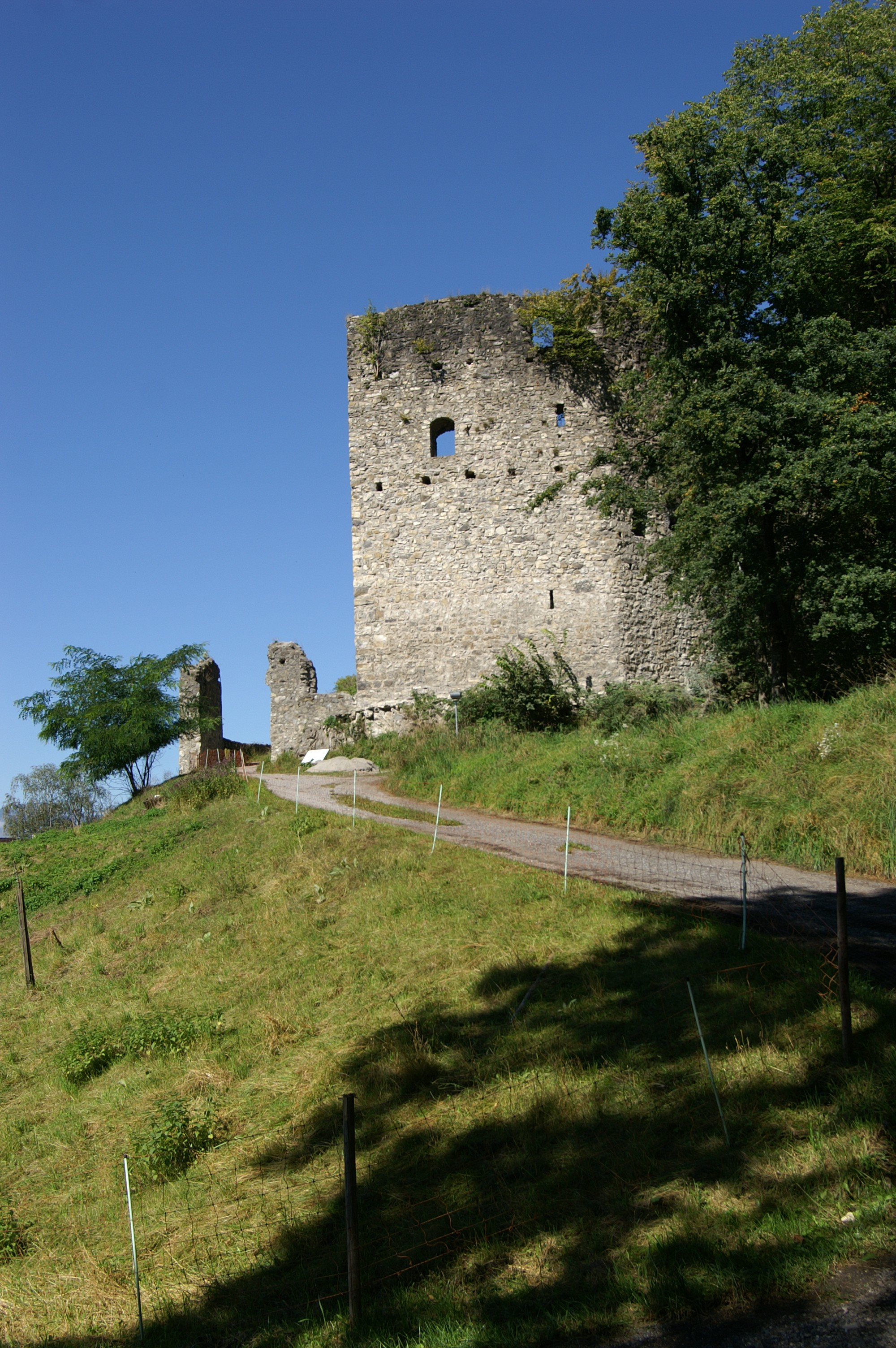
Bergfried der Burg

### Burg-Kapelle Hl. Michael
Von der 1791 abgebrochenen Kapelle, die dem heiligen Michael geweiht und an der Nordseite der Ringmauer angebaut war, gibt es heute keine Reste mehr.
Nach einem Dorfbrand um 1700, bei dem fünfzehn Häuser abbrannten, wurde nachweislich schon alles noch Brauchbare aus der Kapelle in die ebenfalls teilweise beschädigte Pfarrkirche nach Schlins verbracht.

### Restaurierung und heutige Nutzung
In den Jahren 1911, 1938 bis 1941 und erneut von 1951 bis 1953 erfolgten umfassende Restaurierungen.
Das Palasinnere findet seit 1949 als Freilichtbühne Verwendung.